# Mossàrab de les Illes Balears
El mossàrab de les Illes Balears, dit també romanç andalusí de les Illes Balears, romanç precatalà i romanç prejaumí, és la varietat lingüística romànica parlada a les Illes Balears a partir de l'evolució del llatí vulgar abans de la Conquesta catalana. Aquestes parles, que formen part del conjunt lingüístic anomenat mossàrab, es consolidaren en l'alta edat mitjana i foren la llengua col·loquial d'ús comú de la població balear fins que a partir del 903, amb la plena incorporació de les illes a l'emirat de Còrdova, s'intensificà el procés de substitució lingüística a favor de l'àrab. Es desconeix la situació en què arribà al segle xiii, quan es produí la conquesta catalana.

## El mossàrab balear en el context romànic
Històricament, hom havia considerat que els mossàrabs (i tal vegada també els muladís) andalusins conservaren en major o menor mesura llur parlar romànic durant tota l'etapa de dominació islàmica i fins al moment de la reconquesta. Al llarg dels anys, la mirada sobre aquest fenomen ha canviat molt, i actualment es considera que, en general, cap al segle xiii la major part de la població sota domini islàmic havia abandonat el seu parlar romànic a favor de l'àrab, independentment del fet que conservassin o no la religió cristiana. Fos quina fos la resistència del romanç balear durant el període islàmic, allò que no és qüestionat és que el llatí, en la seva varietat vulgar local, hi fou parlat al llarg de tot el primer mil·lenni.
Els parlars romànics que parlava la població autòctona en el moment de l'arribada i assentament dels musulmans no era uniforme arreu d'Espanya. L'existència d'una heterogeneïtat ètnico-cultural antiga, l'ús exclusiu com a llengua escrita de l'àrab i la inexistència d'una pauta lingüística unitària durant l'època islàmica va determinar l'aparició de parlars prou diferenciats. El mossàrab de la Catalunya Nova, País Valencià i Illes Balears tenia trets similars, amb moltes coincidències amb el de Múrcia i Granada, i era prou diferenciat del de Toledo. Els trets fonètics del romanç precatalà de les Illes Balears l'aproximen al conjunt de parles del mossàrab oriental. Manuel Sanchis Guarner diu que els parlars mossàrabs de les Balears i País Valencià no arribaren a la conquesta jaumina i tampoc no tengueren un ús escrit. Per a la seva descripció cal basar-se en l'estudi de la toponímia, les fonts medievals (Llibres del Repartiment) i documents notarials i administratius dels segles xiii i xiv. Altres textos anteriorment molt usats, com el Vocabulista in arabico atribuït a Ramon Martí, són de fiabilitat més dubtosa.
Actualment, després d'un llarg període d'auge de les teories mossarabistes, el terme comença a ser posat en qüestió, com també l'abast de tals varietats lingüístiques i, principalment, la influència en les varietats romàniques de posterior superestrat. A les Balears, no hi ha cap indici d'existència de cap altra comunitat més que l'islàmica i la jueva, ni tampoc cap referència a la possibilitat que la societat islàmica pogués ser bilingüe; així doncs, cal concloure que els «mossarabismes» que es puguin identificar foren transmesos a través d'una tercera llengua.

## Descripció

### Vocalisme
Els diftongs ai, ei, ui
- El diftong ai es mantenia inalterat (Albaynhayra<art, àrab+BALNEARIA, Llenaira. Moncaire, Cotaina).
- El diftong ei es mantenia inalterat (Banderola < Meneirola, Corbera < Corbeyra < CORVARIA, Gomera < Gomeira).
- Un sol cas d'article ui (Rafal Culuina < COLONIA).[7]

El diftong au, ua
- Conservació del diftong au (Auriolhez> Orioles, Oriolet, Sent Laurenz, Aurient, Paula, GAUDENTIUS > Algaudents > Galdent).

La -o finalTrobam casos de conservació (Campos, Muro) i casos de pèrdua (Portopí, Morell). A les Balears semblen predominar més els casos de pèrdua que no els de conservació.
SíncopeN'hi ha alguns casos (Albranca < BARRANCA, Monestrell < *MONASTERIELLO).

### Consonantisme
Palatalització dels grups ce, ci:
- Els grups ce, ci es palatalitzen i es mantenen com a sords (Albranxella < BARRANCA + sufix -ella, Camp Cucurutx< CAMPO CRUCIS, Montixelo < MONTICELLU, Petruixella < PETROSA + -ella).

Palatalització d'alveolar sorda en posició inicial
- Fontxica < FONTE SICCA, Xorrigo < SUB REGUS).

Pas de labiodental a bilabial
- Bàlitx < VALLES, Bila Noua < VILLA NOVA, Bilella' < VILLA + -ella, Oliber < OLIVARIO.

Conservació dels grups nd i mb
- Cala Pregonda < PROFUNDA, Solanda, Garonda).
- Alpalumbar < PALUMBA + -ariu, Colombar < COLUMBA + -ariu.

Grups intervocàlics -tr- i -dr-
- Es mantenen els dos grups (Petrutxella, Petra, però no sempre Capdepera[11]

Conservació de les oclusives sordes intervocàliques
- Superna, Capocob, Campanet < CAPANNA.
- Camarata < FONTE CAMARATA, Catí < CATINUS.
- Locoplan LOCU PLANU.

No palatalització de nasals
- Les nasals geminades no palatalitzen (Canet < CANNETUS, Canotells, Pina< PINNA).

Palatalització de la l- inicial
- Llenaira, LINARES> Llinàritx, LUCUS > Lluc.

Africacions (-itx, -atx i -utx)
- Joan Coromines, al volum primer de l'Onomasticon, proposa -ares > -àritx (VALLES > Bàlitx,[12] FABARES > Favàritx)[13]

- -os > -utx (CUCULLOS > Cugulutx,[14] ALTOS > Artrutx).[15]

- -as > -atx (BARBAS > Berbatx,[16] CRESTAS > Crestatx).[17]

### Morfologia
El sufix -ETU, -ETA
- Trobam exemples com Caubet, Fonoieta i Oriolet. En alguns casos es poden tractar de plurals aràbics en -at sobre una base romànica.

El sufix -ARIU
- De vegades passa a -eri per influència de l'àrab (imela) i d'aquí a -iri. MONTUARIU> Montueri> Montuiri, SANCTUARIU > Santueri> Santuïri.
- En altres casos passa a -er. OLIVARIU> Olivair > Oliber.

### Discussió sobre la palatalització de la L- inicial
Sanchis Guarner conclou que la L- inicial no es palatalitzava : Lavanó (Escorca), Labritja (Sant Joan d'Eivissa). Galmes de Fuentes és del mateix parer i aporta topònims del Llibre del Repartiment com Locoplan, Laucarige, Lomnar, Lopatar, molin de Luelh, Laurariex i Lupu, però obre la porta a la possibilitat d'una palatalització. L'àrab no pot representar gràficament una l- inicial palatalitzada i els hàbits ortogràfics dels escrivans catalans del segle xiii eren de representar el so de l- palatal per l- i no per ll-. Joan Coromines nega per complet la palatalització. D'altra banda molts de topònims vius d'arrel mossàrab presenten la l- palatalitzada: Lluc, Llenaire, Llinàritx, Llombards, etc. La palatalització ha estat defensada entre altres per Harri Meier, R. Lapesa, A. Kuhn i A. Zamora. L'han negada Gerhard Rohlfs i David A. Griffin.

### Discussió sobre la conservació de la -o final
Sanchis Guarner diu que de manera general la conservava (Muro, Porto Petre, Campos). Tanmateix constata la seva pèrdua en determinats casos (Canet). Nadal i Prats també es refereixen a aquesta dualitat de casos i els interpreten com que el mossàrab mantenia les -o finals i que va ser la influència de l'àrab i el costum lingüístic dels escrivans el que va afavorir l'eliminació de la -o. Galmés de Fuentes escriu el mateix. Amb tot crida l'atenció que en la toponímia d'origen mossàrab que ha perviscut hi ha molt pocs casos de -o final absoluta la qual cosa fa pensar que la llei fonètica vigent en el mossàrab balear era l'apòcope.

## Mossàrab i toponímia balear
La toponímia mossàrab a les Illes Balears té un pes molt notable, sobretot en la toponímia major. Els topònims, al seu torn, conformen un gran percentatge dels «mossarabismes» de les Balears. Entre 25 i 30 municipis sobre un total de 67 presenten en el seu nom formes pròpies del romànic balear antic. A continuació ve la toponímia catalana amb 19 o 20 noms de municipis, 8 o 9 més són preromans i el component més escàs és l'aràbic amb 7 o 8 noms. Val a dir, però, que sovint els arabistes i els romanistes no es posen d'acord a identificar l'etimologia d'un topònim, i així n'hi ha que tenen dues propostes: una de romànica i una d'aràbiga (és el cas de Petra i Muro). L'arrelament dels noms d'origen mossàrab s'explica per la profunditat de la romanització (més de mil anys front a tres segles d'arabització) i la major proximitat amb la llengua dels pobladors catalans. En referència a aquest segon factor, cal tenir en compte que hi ha un nombre important de topònims costaners que, tot i ser anteriors a la Conquesta, són formalment catalans perquè són fruit del contacte entre mariners catalans amb la geografia de la costa mallorquina. La dificultat per a l'estudi del mossàrab a partir de la toponímia és que els noms de lloc han estat alterats primer per la influència aràbica i després per la catalana.